# Seiken Tsukai no World Break
Seiken Tsukai no World Break (聖剣使いの禁呪詠唱, Seiken Tsukai no Wārudo Bureiku, litt. « Le monde chamboulé de l'Epéiste sacré ») est une série de light novels écrite par Akamitsu Awamura et illustrée par Refeia. Elle est publiée depuis novembre 2012 par SB Creative. Une adaptation en manga est publiée depuis avril 2014 dans le magazine Comp Ace de l'éditeur Kadokawa Shoten. Une adaptation en série télévisée d'animation produite par le studio Diomedéa est diffusée entre janvier et mars 2015 sur TV Tokyo au Japon et en simulcast sur Crunchyroll dans les pays francophones.

## Synopsis
Moroha Haimura s'inscrit dans un lycée privé qui rassemble des "Saviors" (Sauveurs). Tous les élèves de ce lycée ont des souvenirs de leurs vies passées. Les élèves sont divisés en deux catégories, les Shirogane et les Kuroma. Pour affronter leurs ennemis, les Shirogane utilisent des armes et des techniques de combat (Purāna) tandis que les Kuroma utilisent la magie (Māna). Moroha est le premier élève de l'histoire à posséder des souvenirs de Shirogane et de Kuroma. Toutefois, il devra faire face à de nombreuses difficultés, que ce soit de Metaphysicals (monstres avec diverses formes) ou d'autres humains aux pouvoirs exceptionnels. 

## Personnages
Moroha Haimura (灰村 諸葉, Haimura Moroha)
Il est le héros principal de cet anime, Ranjo est sa sœur durant ses vies antérieures, et Shizuno est sa femme dans ces mêmes vies antérieures. Il aime Shizuno et voit Ranjo comme une sœur et non une petite amie.
Satsuki Ranjō (嵐城 サツキ, Ranjō Satsuki)
Sœur de Moroha, elle a des sentiments pour lui mais malheureusement pour elle, ils ne sont pas réciproques.
Shizuno Urushibara (漆原 静乃, Urushibara Shizuno)
Femme de Moroha, elle éprouve des sentiments pour lui, ils allaient s'embrasser au dernier épisode mais Ranjo les en empêche.
Maya Shimon (四門 摩耶, Shimon Maya)
Haruka Momochi (百地 春鹿, Momochi Haruka)

## Light novel
Le premier tome de la série est publié par SB Creative le 15 novembre 2012, et onze tomes sont commercialisés au 14 février 2015.

## Manga
L'adaptation en manga est publiée à partir du 26 avril 2014 dans le magazine Comp Ace. Le premier volume relié est publié par Kadokawa Shoten le 26 décembre 2014 et deux tomes sont commercialisés au 26 janvier 2015.

## Anime
L'adaptation en série télévisée d'animation est annoncée en février 2014. Celle-ci est produite au sein du studio Diomedéa avec une réalisation de Takayuki Inagaki et un scénario de Hiroshi Yamaguchi. Elle est diffusée initialement à partir du 11 janvier 2015 sur TV Tokyo. Dans les pays francophones, la série est diffusée en simulcast par Crunchyroll.

### Liste des épisodes
| No | Titre en français           | Titre original                                                             | Date de 1re diffusion |
| -- | --------------------------- | -------------------------------------------------------------------------- | --------------------- |
| 1  | The Reincarnater            | 転生せし者-The Reincarnater- Tensei seshi mono                             | 11 janvier 2015       |
| 2  | The Swordbringer Comes Back | 我が剣に宿れ魔焔-The Swordbringer comes back- Waga ken ni yadore ma homura | 18 janvier 2015       |
| 3  | The Black Sorceress         | 冥府の魔女-The Black Sorceress- Meifu no majo                              | 25 janvier 2015       |
| 4  | The Silver Knight           | 白騎士強襲-The Silver Knight- Shiro kishi kyōshū                           | 1er février 2015      |
| 5  | We are the "été"            | We Are The 夏-We are the "Natsu"- We are the natsu                         | 8 février 2015        |
| 6  | We are the "Saviors"        | 我ら, 救世の剣なり-We are the "Saviors"- Warera, kyūse no ken nari         | 15 février 2015       |
| 7  | A foreigner                 | 銀髪の異邦人-a foreigner- Ginpatsu no ihōjin                               | 22 février 2015       |
| 8  | Ambivalent                  | 魔剣と聖剣-ambivalent- Maken to seiken                                     | 1er mars 2015         |
| 9  | Lonely Soldier              | シベリア行-Lonely Soldier- Shiberia-yuki                                   | 8 mars 2015           |
| 10 | Ouroboros                   | 決戦・エカテリンブルク-Ouroboros- Kessen· ekaterinburuku                   | 15 mars 2015          |
| 11 | Karma                       | 悪夢は前世より-Karma- Akumu wa zense yori                                  | 22 mars 2015          |
| 12 | Beyond the Time             | 二つの生を越え-Beyond the Time- Futatsu no nama o koe                      | 29 mars 2015          |

### Musique
| Générique | Début    | Début                                           | Début        | Fin      | Fin                         | Fin          |
| Générique | Épisodes | Titre                                           | Artiste      | Épisodes | Titre                       | Artiste      |
| --------- | -------- | ----------------------------------------------- | ------------ | -------- | --------------------------- | ------------ |
| 1         | 2 – 12   | Hi no Ito Rin'ne no Gemini (緋ノ糸輪廻ノGEMINI) | petit milady | 1        | Hi no Ito Rin'ne no Gemini  | petit milady |
| 1         | 2 – 12   | Hi no Ito Rin'ne no Gemini (緋ノ糸輪廻ノGEMINI) | petit milady | 2 – 12   | Magna Idea (マグナ・イデア) | fortuna      |

### Doublage
| Personnages        | Personnages        | Voix japonaises |
| ------------------ | ------------------ | --------------- |
| Moroha Haimura     | Moroha Haimura     | Kaito Ishikawa  |
| Satsuki Ranjō      | Satsuki Ranjō      | Ayana Taketatsu |
| Shizuno Urushibara | Shizuno Urushibara | Aoi Yūki        |
| Maya Shimon        | Maya Shimon        | Yui Ogura       |
| Haruka Momochi     | Haruka Momochi     | Maaya Uchida    |